# گرفتن قاتل
گرفتن قاتل (انگلیسی: To Catch a Killer) یک فیلم جنایی آمریکایی به کارگردانی دامیان سیفرون است که در سال ۲۰۲۳ منتشر شد و نخستین فیلم انگلیسی‌زبان دامیان سیفرون محسوب می‌شود.
خط داستان: الینور یک افسر جوان و با استعداد اما مشکل‌دار از دپارتمان پلیس بالتیمور است که با شیاطین گذشته‌اش درگیر است، او توسط لامارک، سرپرست بازرسی اف بی آی، برگزیده می‌شود تا به تشکیل پرونده و ردیابی تک تیراندازی که مجموعه تیراندازی‌هایی گروهی و غیرمرتبط را انجام می‌دهد، کمک کند. هنگامی که پلیس و اف بی آی تعقیب در سراسر کشور را آغاز می‌کنند، به دلیل رفتار غیر قابل پیش بینی قاتل، در هر گام متوقف می‌شوند. الینور با توجه به روحیه آسیب دیده اش ممکن است تنها شخص باشد که می‌تواند ذهن متهم را درک کند و او را به دادگاه بکشاند.

## گزیدهٔ بازیگران
- شیلین وودلی
- بن مندلسون
- جوان آدپو
- رالف اینسون
- رزماری دانسمور